# Città di Tunisi (incrociatore ausiliario)
Il Città di Tunisi è stato un incrociatore ausiliario della Regia Marina e una motonave passeggeri italiana, appartenente alla classe Città di Napoli.

## Storia

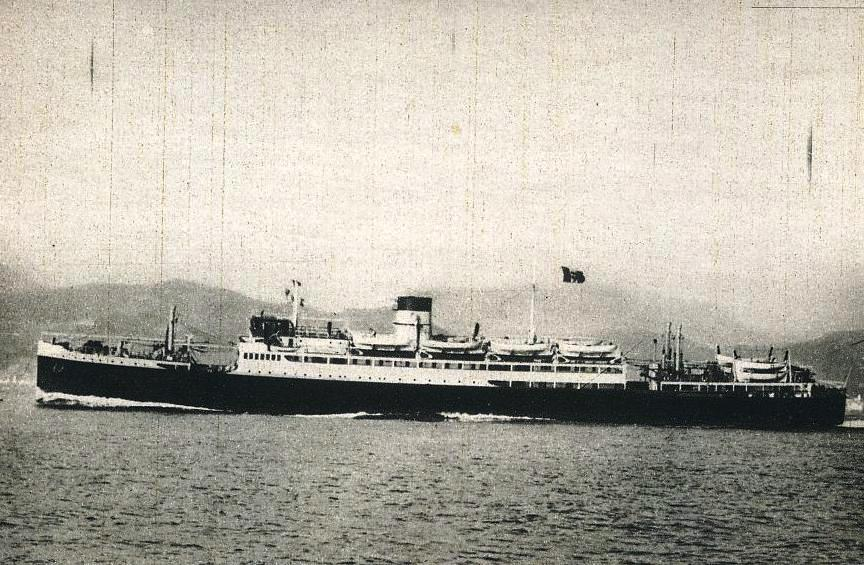
La Città di Tunisi fotografata di profilo nella sua livrea originaria

Costruita tra il 1929 e il 1930 nei Cantieri del Tirreno di Riva Trigoso per la Florio Società Italiana di Navigazione, con sede a Roma, insieme con la gemella Città di Napoli, l'unità era originariamente una motonave passeggeri da 5.419 tonnellate di stazza lorda, lunga 119,18 metri tra le perpendicolari e 125,16 metri fuori tutto e larga 15,53 metri, propulsa da due motori Diesel Tosi della potenza di 9.000 CV asse su due eliche che permettendo la buona velocità di crociera (per una motonave mercantile) di 17 nodi, con una massima di 19 nodi. Lo scafo, in acciaio, aveva tre ponti e altrettanti ordini di bagli, ed era diviso da undici paratie stagne. Dopo il completamento la nave venne iscritta, con matricola 152, al Compartimento marittimo di Palermo, venendo destinata alla linea celere Napoli-Palermo-Tunisi-Tripoli.
Nel marzo 1932 la Florio si fuse con la Compagnia Italiana Transatlantica (CITRA) formando la «Tirrenia Flotte Riunite Florio-Citra», che il 21 dicembre 1936, a seguito dell'unione con altre compagnie minori, formò la Tirrenia Società Anonima di Navigazione. La Città di Tunisi seguì i mutamenti delle società armatoriali. 
Nel giugno-luglio 1940, in seguito all'ingresso dell'Italia nella seconda guerra mondiale, la Città di Tunisi venne requisita dalla Regia Marina e iscritta nel ruolo del naviglio ausiliario dello Stato come incrociatore ausiliario, con matricola D 2.

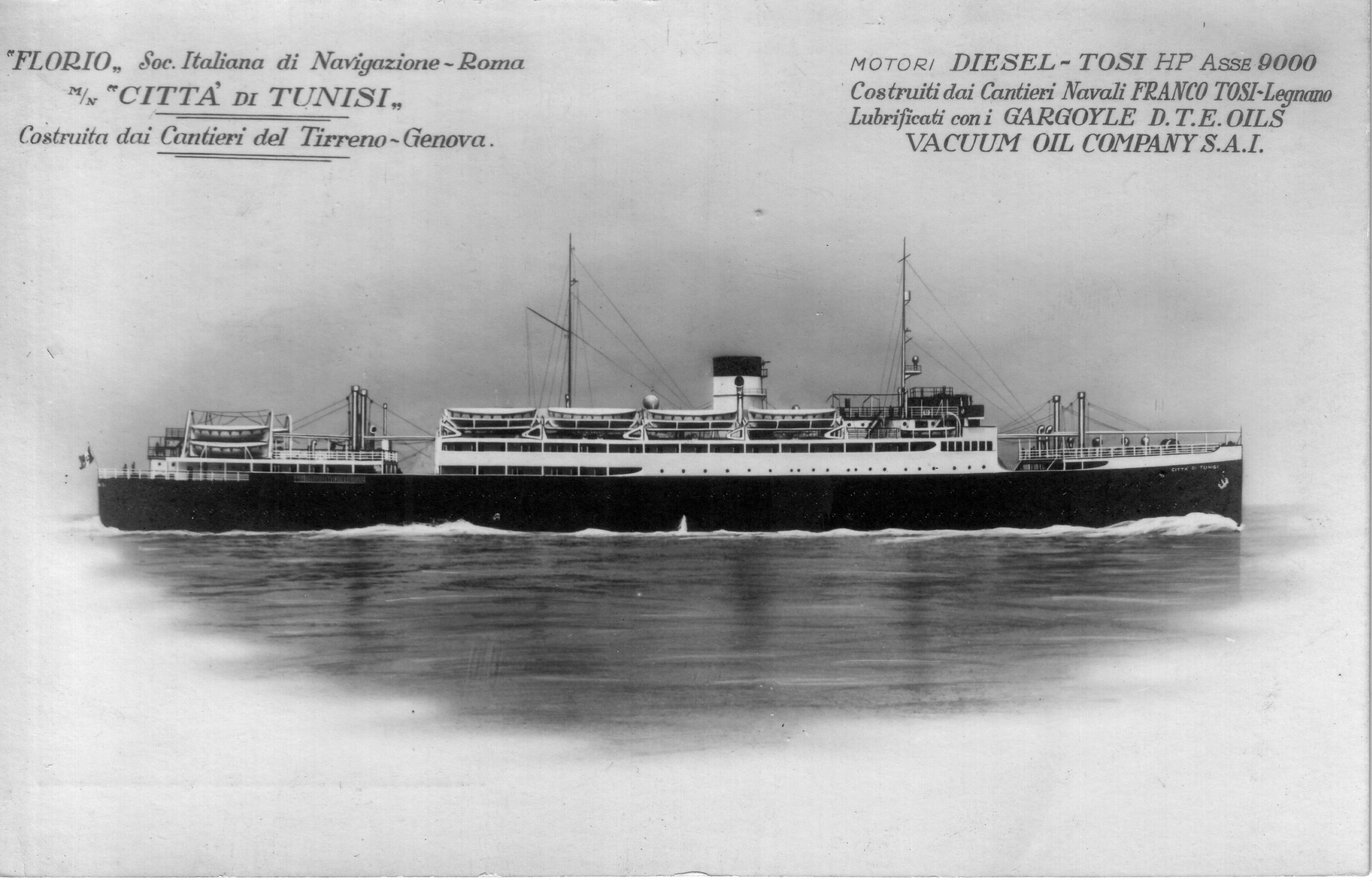
Una cartolina pubblicitaria della Città di Tunisi

Armata con quattro cannoni da 120/45 mm (secondo altra fonte due da 102/45 Mod. 1917 e uno da 76/40 Mod. 1916 R.M. mm), due mitragliere da 20/65 mm e altrettante da 13,2 mm, la nave venne assegnata principalmente a compiti di scorta ai convogli, nonché di trasporto truppe e rifornimenti prevalentemente verso il Nord Africa.
Il 20 novembre 1941 il Città di Tunisi, insieme con un secondo incrociatore ausiliario, il Città di Palermo, salpò da Taranto alla volta di Bengasi, con la scorta dei cacciatorpediniere Malocello e Zeno. Tale scorta fu poi rafforzata con l'invio della torpediniera Partenope, proveniente da Bengasi. Dopo una tappa a Suda, il Città di Tunisi ne ripartì per Bengasi insieme con un altro incrociatore ausiliario, il Città di Genova, con arrivo previsto per il 21 novembre, ma fu costretto a rientrare nel porto cretese assistito dal Malocello, causa un'avaria alle macchine. Riparato il guasto, il Città di Tunisi poté ripartire per Bengasi, ove giunse il 24 novembre con un carico di 103 tonnellate di rifornimenti, 476 militari italiani e 289 tedeschi. Durante il viaggio di ritorno la nave venne danneggiata da bombe in seguito a un attacco aereo britannico.
Nel periodo tra il 12 e il 16 novembre 1942 il Città di Tunisi, insieme con il Città di Napoli, la moderna motonave da carico Caterina Costa, i piroscafi Savigliano, Labor e Menes e i cacciatorpediniere della Squadriglia «Maestrale», partecipò al trasporto in Tunisia di 3.682 uomini, 2.827 tonnellate di rifornimenti e combustibili e 450 veicoli.

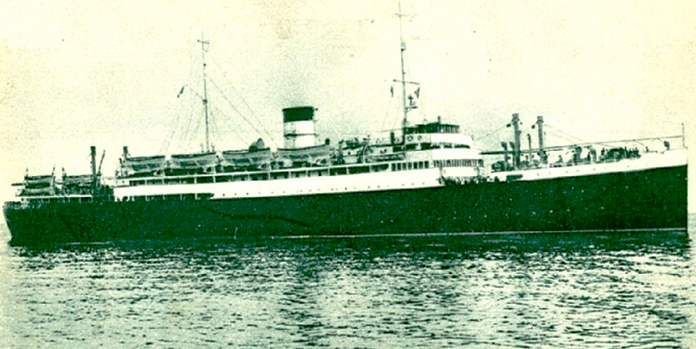
La motonave in servizio negli anni trenta

Il 26 novembre la nave, unitamente alla Città di Napoli (le due unità formavano il convoglio «G»), lasciò Palermo per Biserta con la scorta dei cacciatorpediniere Mitragliere, Folgore e Corazziere e della torpediniera Climene. Durante la navigazione, nella notte tra il 26 e il 27, il convoglio «G» s'incrociò con il convoglio «LL» (piroscafi Zenobia Martini e Giuseppe Leva e unità di scorta), in navigazione di ritorno da Tripoli a Palermo. Causa una manovra errata da parte della torpediniera Circe, che procedeva – oscurata e con rotta a zig zag –, quale unità di scorta, in coda al convoglio «LL», il Città di Tunisi speronò la torpediniera: quasi spezzata in due dall'urto, la Circe si abbatté sul lato di dritta e affondò in pochi minuti portando con sé 66 uomini, mentre 99 superstiti vennero recuperati dal Folgore. 
Il 29 novembre 1942, alle 16:30, l'incrociatore ausiliario lasciò Biserta diretto a La Spezia, scortato dalla torpediniera Climene e dall'incrociatore ausiliario Brindisi. Nel primo tratto della navigazione si aggregò alla scorta anche la motosilurante MS 34.

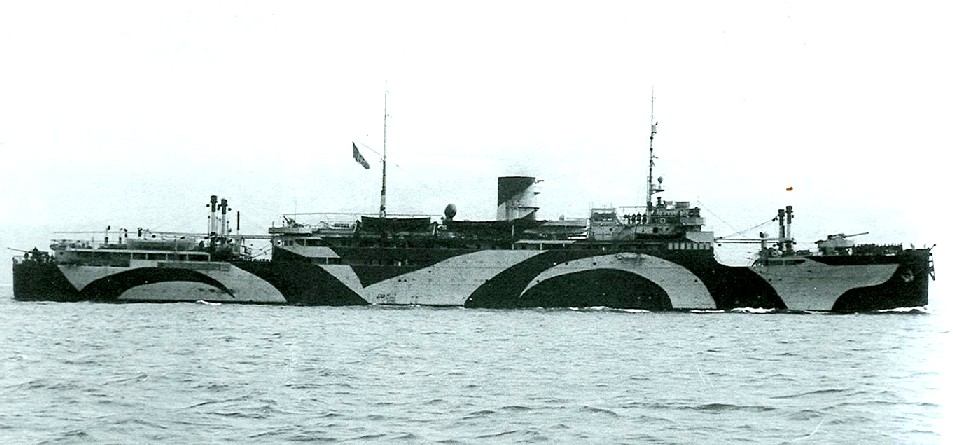
La Città di Tunisi dopo la trasformazione in incrociatore ausiliario

Alle 22:10 dello stesso 29 novembre il sommergibile HMS Seraph attaccò il convoglio a 60 miglia per 155° (a sud/sudest) di Capo Carbonara e a una trentina di miglia da Marettimo, lanciando quattro siluri contro il Città di Tunisi, che non fu colpito, e due siluri contro il Brindisi, che venne mancato di stretta misura. Le navi giunsero a La Spezia alle 12:12 del 1º dicembre.

Successivamente la Città di Tunisi venne privata del proprio armamento e trasformata in «nave protetta» per il trasporto di prigionieri feriti e invalidi, personale tutelato dalle convenzioni internazionali e internati civili e militari da scambiare. Sul fianco della motonave venne dipinta a grandi lettere, onde renderla riconoscibile, la scritta «PROTECTED». 

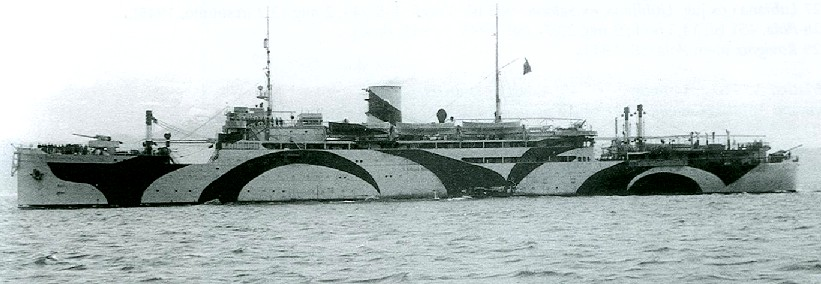
Un’altra fotografia della motonave in servizio come incrociatore ausiliario

 Nel maggio-giugno 1943 l'unità, insieme con il piroscafo Argentina e la nave ospedale Gradisca, partecipò a due missioni (una in maggio e una l'8 giugno) di scambio di prigionieri feriti, internati e personale protetto nel porto turco (e neutrale) di Smirne: nelle due missioni vennero scambiate in tutto 9.014 persone.
Riconvertita in trasporto, la Città di Tunisi ebbe le sovrastrutture camuffate in modo da farla apparire come un piroscafo, e fu provvista di cannoni fittizi in legno. 
La sera dell'11 agosto 1943 la motonave, carica di militari italiani che rimpatriavano, giunse nel porto di Zara, ma le sue eliche s'impigliarono nelle catene e reti di sbarramento tese all'imboccatura del porto. Attorno alle eliche si formò un voluminoso groviglio del peso di diversi quintali, che le avvolse completamente entrambe. Dopo una prima ispezione avvenuta verso le cinque del mattino del 12 agosto e un colloquio con il comandante della Città di Tunisi, un capitano di corvetta, e con un ufficiale tedesco imbarcato sulla stessa nave, lo stesso 12 agosto il palombaro militare assegnato al porto di Zara, il sergente palombaro Francesco Romanelli, incominciò a tagliare e districare il groviglio con materiale fornito o requisito dalla VIII Armata, proseguendo il lavoro sino a mezzanotte e riprendendolo l'indomani. Dopo aver liberato prima l'elica di sinistra e poi quella di dritta, Romanelli terminò il lavoro a mezzogiorno del 13 agosto, e il mattino successivo la Città di Tunisi poté ripartire.
Il 9 settembre 1943, in seguito all'annuncio dell'armistizio, il Città di Tunisi venne catturato dalle truppe tedesche e successivamente ribattezzato Heidelberg. Danneggiata da attacchi aerei alleati, la nave a fine guerra venne abbandonata a San Rocco dalle truppe tedesche in ritirata.

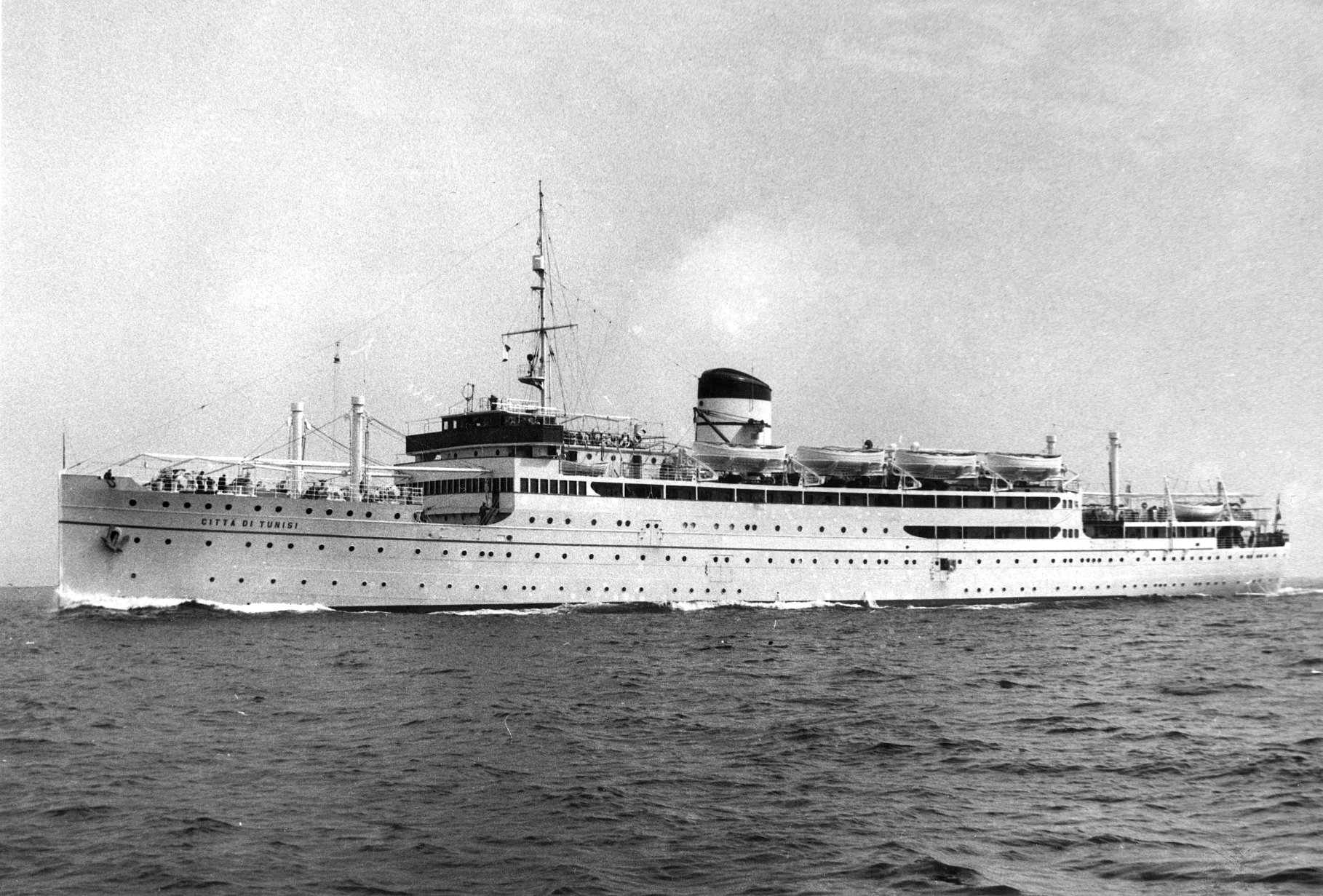
La Città di Tunisi dopo i lavori di rimodernamento del 1951-1952

 Riattata nel febbraio 1946, la motonave venne impiegata come trasporto truppe sino all'aprile 1947, quando venne restituita alla Tirrenia. Il 3 giugno 1947 la Città di Tunisi riprese il servizio passeggeri di linea, sulla tratta Napoli-Palermo-Tunisi, sulla quale era ancora in servizio nel 1950.
Tra il 1951 e il 1952 la Città di Tunisi venne sottoposta a radicali lavori di rimodernamento a Napoli. In seguito a tali lavori la nave risultò stazzare 5.474,27 tonnellate di stazza lorda e 2.754,12 di stazza netta, con una portata lorda di 980 tpl e un dislocamento di 6.260 tonnellate. 

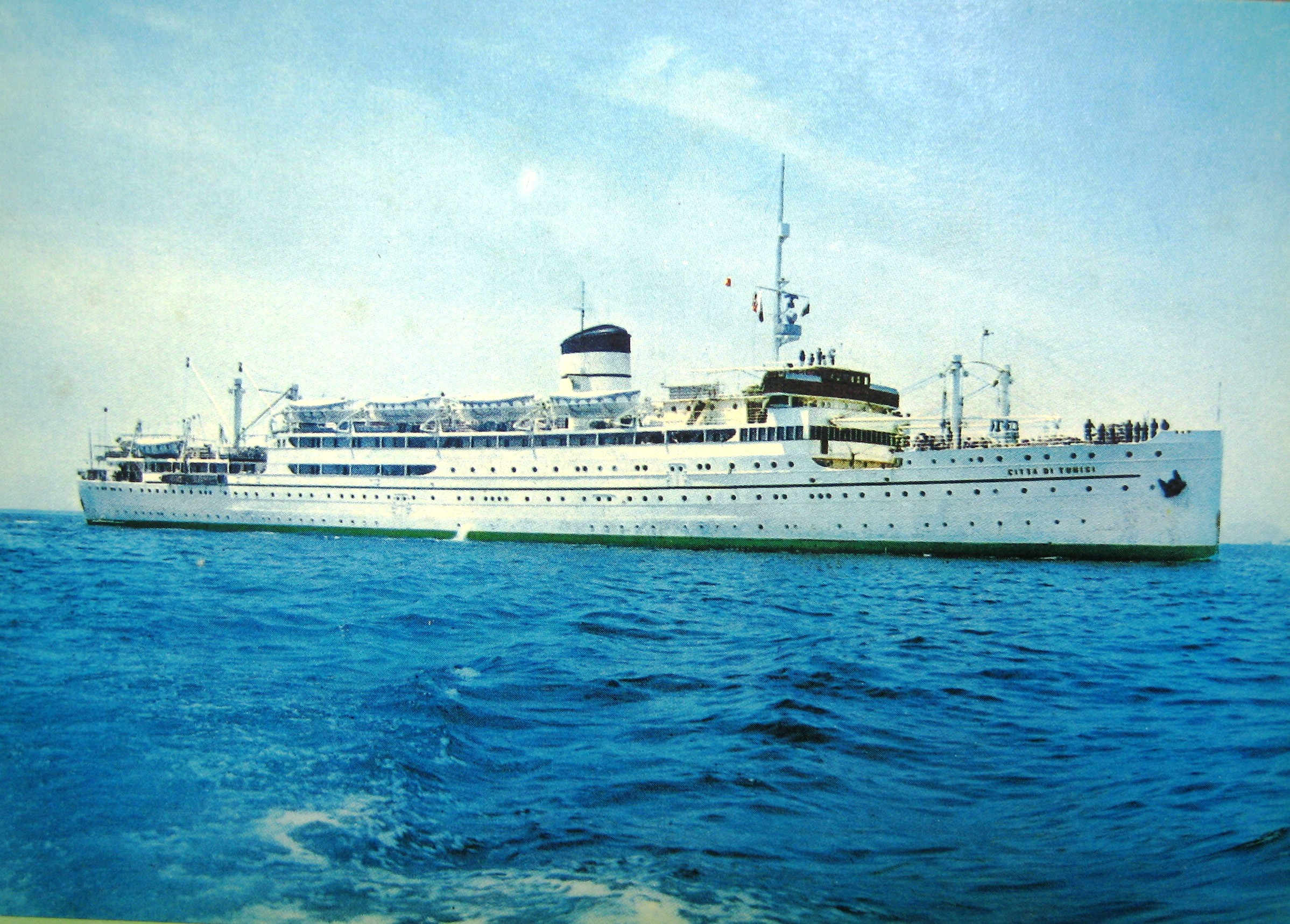
La Città di Tunisi a colori in una cartolina pubblicitaria della Tirrenia

 Lo scafo, in acciaio, risultò essere diviso da otto paratie trasversali di cui tre parziali, con tre ponti e un ponte parziale, con 1,875 m di bordo libero, doppi fondi per 385 metri cubi e due cisterne, quella prodiera da 51 metri cubi e quella poppiera da 96 metri cubi. Anche l'apparato motore venne sostituito, con l'installazione di due motori Diesel Ansaldo a due tempi e otto cilindri del diametro di 680 mm (e corsa 1.100 mm) che imprimevano a due eliche a pale fisse la potenza di 8.000 CV, consentendo il raggiungimento, alle prove, di una velocità di 19,45 nodi (la velocità di crociera era invece di 18 nodi). La nave era in grado di trasportare 446 passeggeri (58 in prima classe, 152 in seconda, 106 in turistica e 130 in terza) e disponeva di dieci scialuppe per complessivi 556 posti. Vi erano inoltre quattro stive della capacità totale di 1.573 metri cubi, oltre a locali frigoriferi per 99 metri cubi.
Terminati i lavori, il 28 maggio 1952 la motonave tornò in servizio sulla linea Napoli-Palermo-Tunisi. L'8 giugno 1959 la nave, che si trovava nel porto di Napoli, fu tra le prime unità a essere fermata dall'equipaggio nell'ambito di un vasto sciopero da parte della marineria civile italiana.
Successivamente la motonave, modificata per trasportare 58 passeggeri in prima classe, 258 in seconda e 130 in terza, svolse servizio sulla linea Napoli-Reggio Calabria-Catania-Siracusa-La Valletta-Tripoli.
Trasferita nel 1970 sulla tratta Napoli-Cagliari-Palermo, il 16 novembre dello stesso anno la Città di Tunisi, lasciata Napoli, giunse a Trieste. Posta in disarmo, la motonave venne venduta per demolizione e smantellata nell'estate 1971.

## Galleria d'immagini

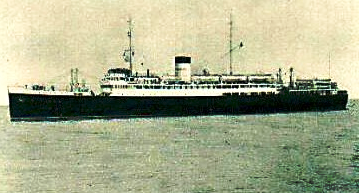
Un’altra immagine della Città di Tunisi negli anni ’30
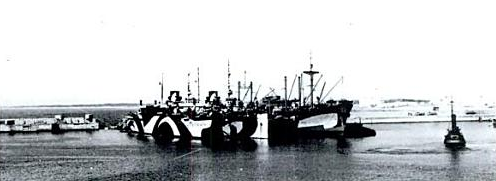
Il Città di Tunisi e il quasi gemello Città di Genova ormeggiati a Patrasso durante la seconda guerra mondiale
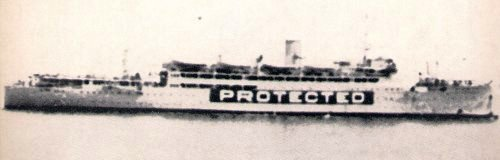
La Città di Tunisi in servizio come nave protetta per gli scambi di prigionieri
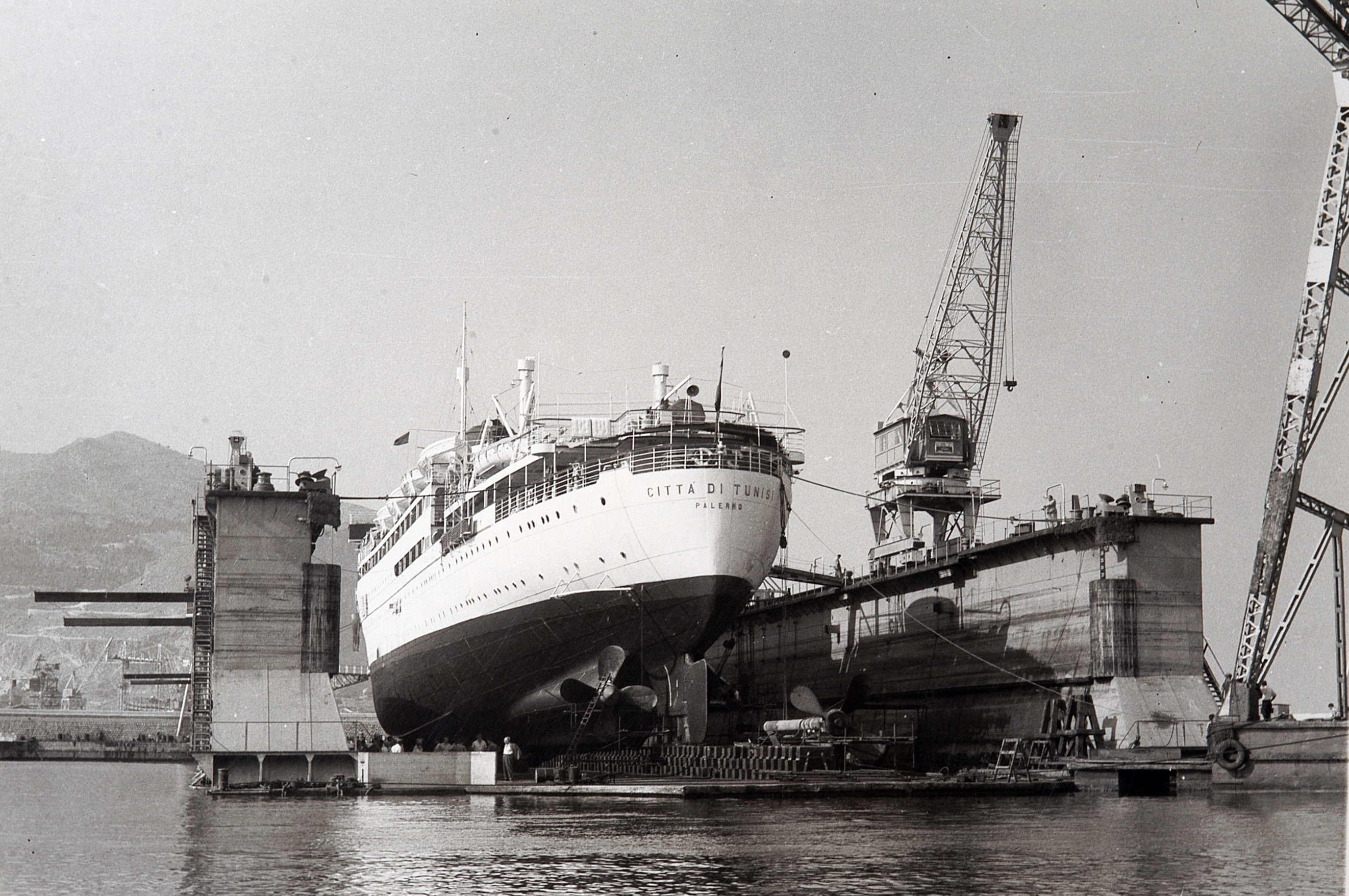
La nave ai lavori nei Cantieri Navali Riuniti di Palermo
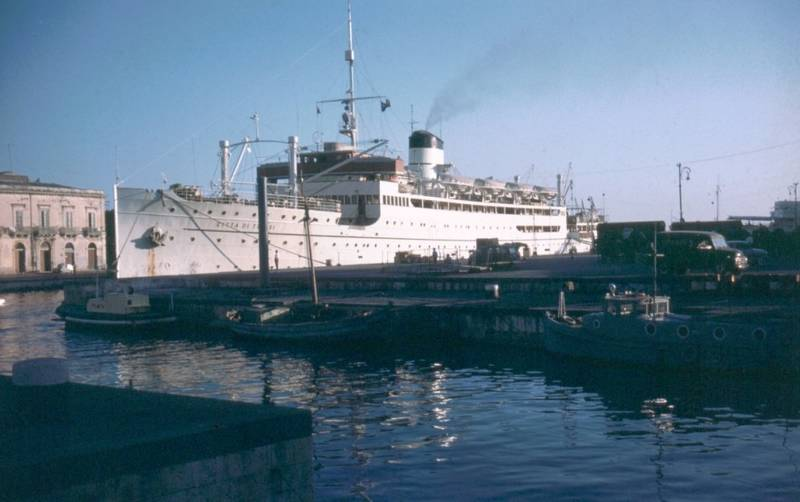
La motonave in arrivo a Siracusa nel 1960